# Deuteronomos crassaria
Deuteronomos crassaria là một loài bướm đêm trong họ Geometridae.